# Iovantucarus
Iovantucarus, dit aussi Mars Iovantucarus était un dieu celte qui était associé au dieu guérisseur des trévires Lenus (lui aussi assimilé à Mars par les romains) dans son sanctuaire de Trèves. Le nom reflète la fonction de la divinité en tant que protecteur de la jeunesse, et le temple était visité par les pèlerins qui apportaient souvent avec eux des images d'enfants, souvent représentés comme tenant des oiseaux de compagnie comme offrandes au dieu. À Tholey, également dans le territoire des trévires, «Iovantucarus» était également utilisé comme épithète de Mercure,.